# Felipe III de España

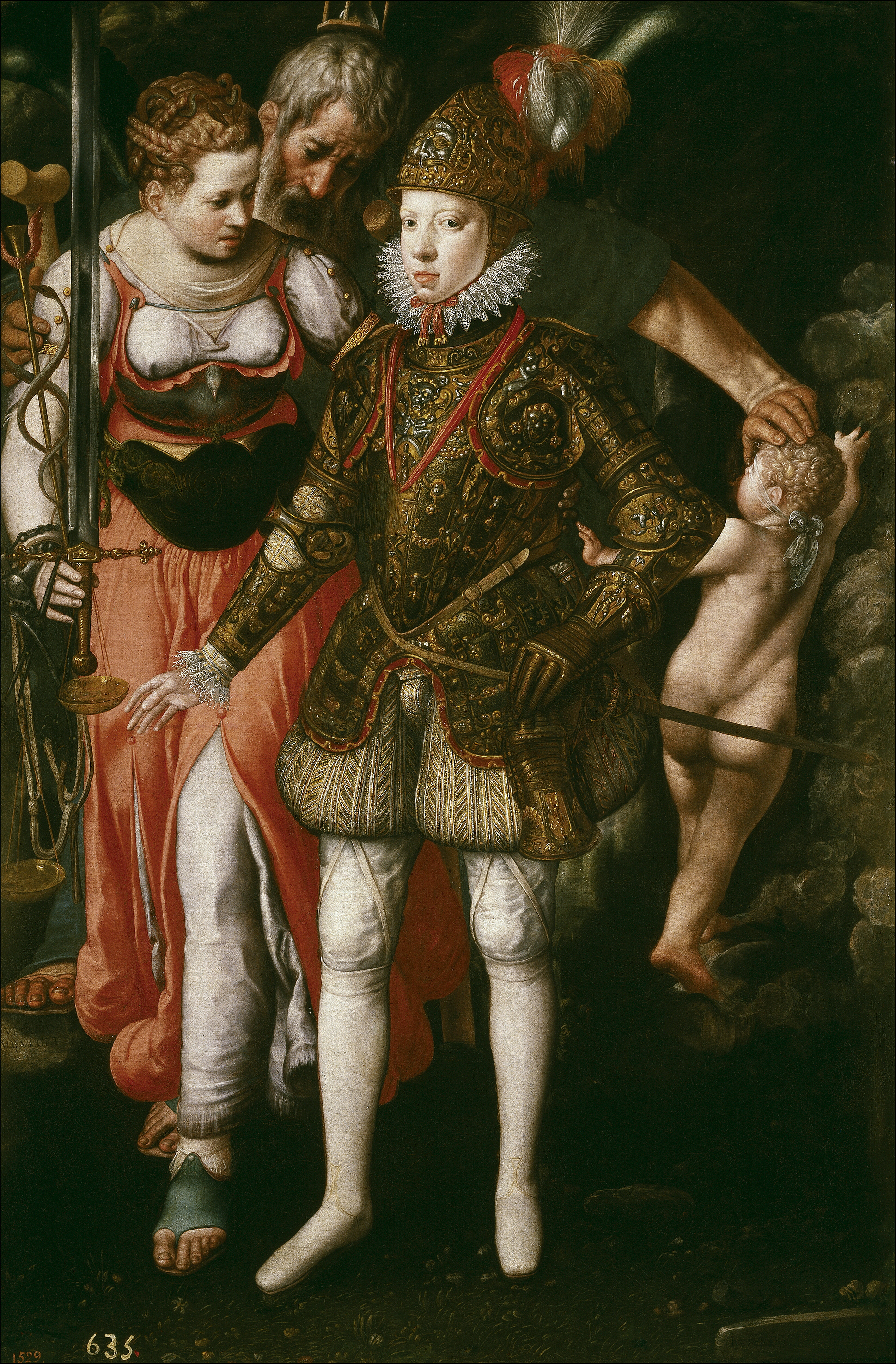
Alegoría de la educación de Felipe III. Cuadro realizado alrededor de 1590 por Justus Tiel. Museo del Prado, Madrid.

Felipe III de España, llamado «el Piadoso» (Madrid, 14 de abril de 1578-Madrid, 31 de marzo de 1621), fue rey de España y de Portugal como Felipe II desde 1598 hasta su muerte en 1621.

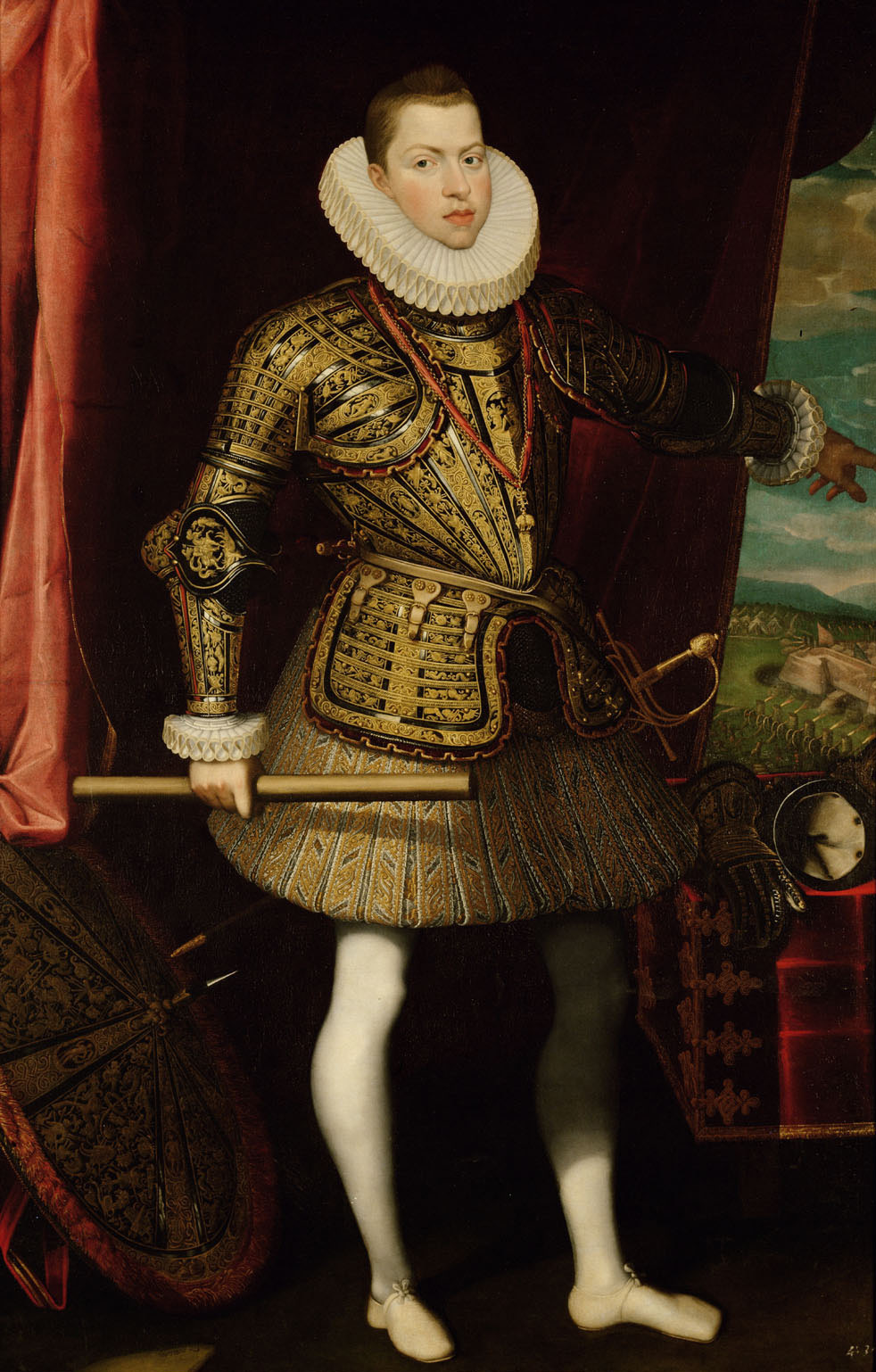
Felipe III (c. 1601) por Juan Pantoja de la Cruz. Museo Kunsthistorisches

Era hijo de Felipe II y Ana de Austria (1549-1580). El 18 de abril de 1599 contrajo matrimonio en la catedral de Valencia con la archiduquesa Margarita de Austria-Estiria, hija del archiduque Carlos II de Estiria y María Ana de Baviera, y por tanto nieta del tío-abuelo paterno de Felipe, el emperador Fernando I. Bajo su reinado, España alcanzó su máxima expansión territorial.
Aficionado al teatro, a la pintura y, sobre todo, a la caza, delegó los asuntos de gobierno en manos de su valido, el duque de Lerma, el cual, a su vez, delegó en su valido personal Rodrigo Calderón. Sin embargo, el duque de Lerma fue en 1618 sustituido por el duque de Uceda, al que limitó las funciones. Felipe III murió en Madrid, el 31 de marzo de 1621, a causa de fiebres y erisipela.
Se le considera el primero de los Austrias menores, dada la grandeza de Carlos I y Felipe II; sin embargo durante su reinado España incorporó algunos territorios en el norte de África y en Italia, y alcanzó niveles de esplendor cultural. La Pax Hispanica se debió a la enorme expansión del Imperio y a los años de paz que se dieron en la Europa de comienzos del siglo XVII, que permitieron que España ejerciera su hegemonía sin guerras.

## Infancia y juventud
Nació en el alcázar de Madrid a las dos de la mañana del 14 de abril de 1578. En el momento de su nacimiento contaba con dos hermanos varones mayores: Fernando, príncipe de Asturias, y el infante Diego, siendo por tanto el tercero en la línea de sucesión. El bautismo le fue administrado por el arzobispo de Toledo, Gaspar de Quiroga, en la iglesia de San Gil, vecina al regio alcázar. Su tío materno, el archiduque Wenceslao de Austria, y su hermanastra, la infanta Isabel Clara Eugenia, fueron sus padrinos. Fue llevado a la pila por el príncipe Pedro de Médici, residente en España.
Tras las muertes de sus hermanos mayores Fernando (1578) y Diego (1582) se convirtió en heredero del trono. Fue jurado como príncipe por las Cortes reunidas en San Jerónimo el Real de Madrid el 11 de noviembre de 1584.
Debido a la consanguinidad de sus padres, era a la vez primo hermano y primo segundo de su madre, y sobrino nieto y sobrino nieto segundo de su padre.

## Títulos
La transcripción de la intitulación documental completa ("in extenso") empleada por este monarca era:

Don Phelippe, por la Gratia de Dios, Rey de Castilla, de Leon, de Aragon, de las dos Sicilias, de Hierusalem, de Portugal, de Navarra, de Granada, de Toledo, de Valentia, de Galicia, de Mallorca, de Sevilla, de Cerdena, de Cordoua, de Corcega, de Murcia, de Jaen, de los Algarbes, de Algezira, de Gibraltar, de las Islas de Canaria, de las Indias Orientales y Occidentales, Islas y Tierra firme del Mar Oceano, Archiduque de Austria, Duque de Borgoña, de Brauante, Milan, y de Lerma, Conde de Habspurg, de Flandes, de Tirol y de Barcelona, Senor de Bizcaya y de Molina, etc.
Don Felipe, por la gracia de Dios, Rey de Castilla, de León, de Aragón, de las dos Sicilias, de Jerusalén, de Portugal, de Navarra, de Granada, de Toledo, de Valencia, de Galicia, de Mallorca, de Sevilla, de Cerdeña, de Córdoba, de Córcega, de Murcia, de Jaén, de los Algarbes, de Algeciras, de Gibraltar, de las islas de Canaria, de las Indias, islas y Tierra Firme del Mar Océano, Archiduque de Austria, Duque de Borgoña, de Brabante y Milán, Conde de Habsburgo, de Flandes, de Tirol y de Barcelona, Señor de Vizcaya y de Molina.

En general, es la misma intitulación empleada por su padre Felipe II en 1581, a la que en ocasiones se añadían también Hungría, Dalmacia y Croacia.

## Política interior

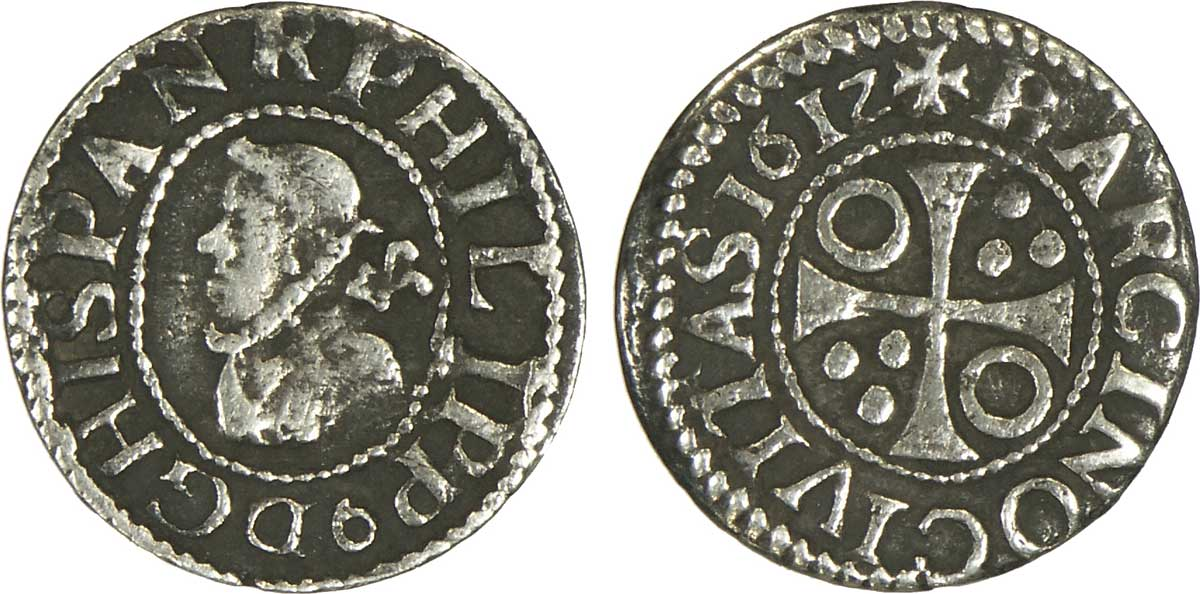
Medio croat acuñado en Barcelona.
A\ PHILIPP·DGHISPANR
R\ BARCINOCIVITAS 1612

En cuanto accedió al trono el monarca dejó ejercer el poder a Francisco de Sandoval, marqués de Denia, y nombrado en 1599 duque de Lerma. Este no lo ejercía en virtud de un cargo oficial, sino a través de la amistad y confianza que le otorgaba el rey. Este tipo de personas eran llamadas en el siglo XVII privado, valido o, más raramente, favorito. La existencia de validos era algo común en la Europa del siglo XVII y en el Reino de Castilla ya hubo precedentes, como el de Álvaro de Luna con Juan II.
La política del duque de Lerma se dirigió a mantener la paz internacional, a expulsar a los moriscos y a su deseo de enriquecimiento personal. En el ámbito religioso, con Felipe III aumentó enormemente la fundación de monasterios y la Compañía de Jesús, tratada con cierto recelo por su padre, fue favorecida por el monarca y aumentó su influencia en la corte y en la sociedad.
A lo largo del reinado se sucedieron las reformas institucionales para solucionar los problemas de corrupción e inoperancia que aquejaban a la administración de la monarquía: aparte de los cambios introducidos en el tradicional sistema de Consejos, se extendió cada vez más el recurso a las Juntas, órganos destinados a mermar el poder de aquellos en favor de un gobierno más ágil y coherente, pero que no produjeron el resultado apetecido (Junta de Guerra de Indias, Junta de Desempeño, Junta de Hacienda de Portugal…). Los problemas financieros, que se arrastraban desde el reinado anterior, hicieron al rey dependiente de las Cortes, a las que hubo de reunir con más frecuencia que sus antecesores para que le otorgaran los recursos imprescindibles destinados a mantener la acción exterior de la monarquía (servicios de millones).

### Economía
Económicamente existieron varios problemas. La adopción de la moneda de vellón (una aleación de plata y cobre) a gran escala para las transacciones en el interior del país se enfrentó al problema de que desde 1599 se llevaron a cabo manipulaciones que consistían en quitar plata de la moneda de vellón, e incluso quitarle peso a la moneda, para especular luego con ese metal. La moneda de vellón no dejaría de devaluarse frente al real de plata. Este mal duraría hasta la década de 1680. De otro lado, la avalancha de metales preciosos venidos de América era tal, que se produjo una inflación que en la primera mitad del siglo XVII llegaría al 107 %. Por otra parte, Felipe III se había encontrado unas arcas casi vacías por el enorme costo de las guerras y porque la enorme cantidad de metales preciosos traídos a Sevilla había generado demanda de objetos de lujo que eran producidos fuera de la península ibérica. Por esta y otras causas, en 1607 se produciría una suspensión de pagos por parte de la Hacienda Real al no ser capaz de hacer frente a la devolución de la deuda. Esta circunstancia no era nueva, porque con Felipe II la corona estuvo en suspensión de pagos en 1557, en 1575 y en 1596. España salió de esta situación en 1607 de manera similar a como lo había hecho antes Felipe II y como haría posteriormente Felipe IV. Se entregó a los banqueros acreedores de la Corona juros, es decir, títulos de deuda pública, a cambio de créditos.
El jesuita español Juan de Mariana denunció en su obra De monetae mutatione (1609) la reducción del contenido de plata en las monedas de vellón durante el reinado de Felipe III, provocando la reducción de su valor (lo que hoy conocemos como inflación).
Por influencia del duque, la corte española se trasladó temporalmente a Valladolid, ciudad más próxima a su finca de Lerma, en 1601, volviendo luego a Madrid en 1606. Esto se ha interpretado como un caso de especulación inmobiliaria.
El duque de Lerma se dedicó a comprar un gran número de casas, palacios y solares en Valladolid a precios muy baratos. El traslado de la Corte a Valladolid trajo consigo el desplazamiento de un gran número de funcionarios, nobles, artistas y otras personas vinculadas a la Corte a esa ciudad, y en consecuencia un aumento de precios de los inmuebles a partir de 1601. Entonces el duque vendió sus inmuebles obteniendo pingües beneficios. Tras esto los precios en Madrid fueron en caída y el duque se dedicó a comprar casas en la Villa de Madrid para, cinco años después, trasladar la Corte de nuevo a Madrid y, una vez los precios al alza, volver a obtener beneficios con la venta.

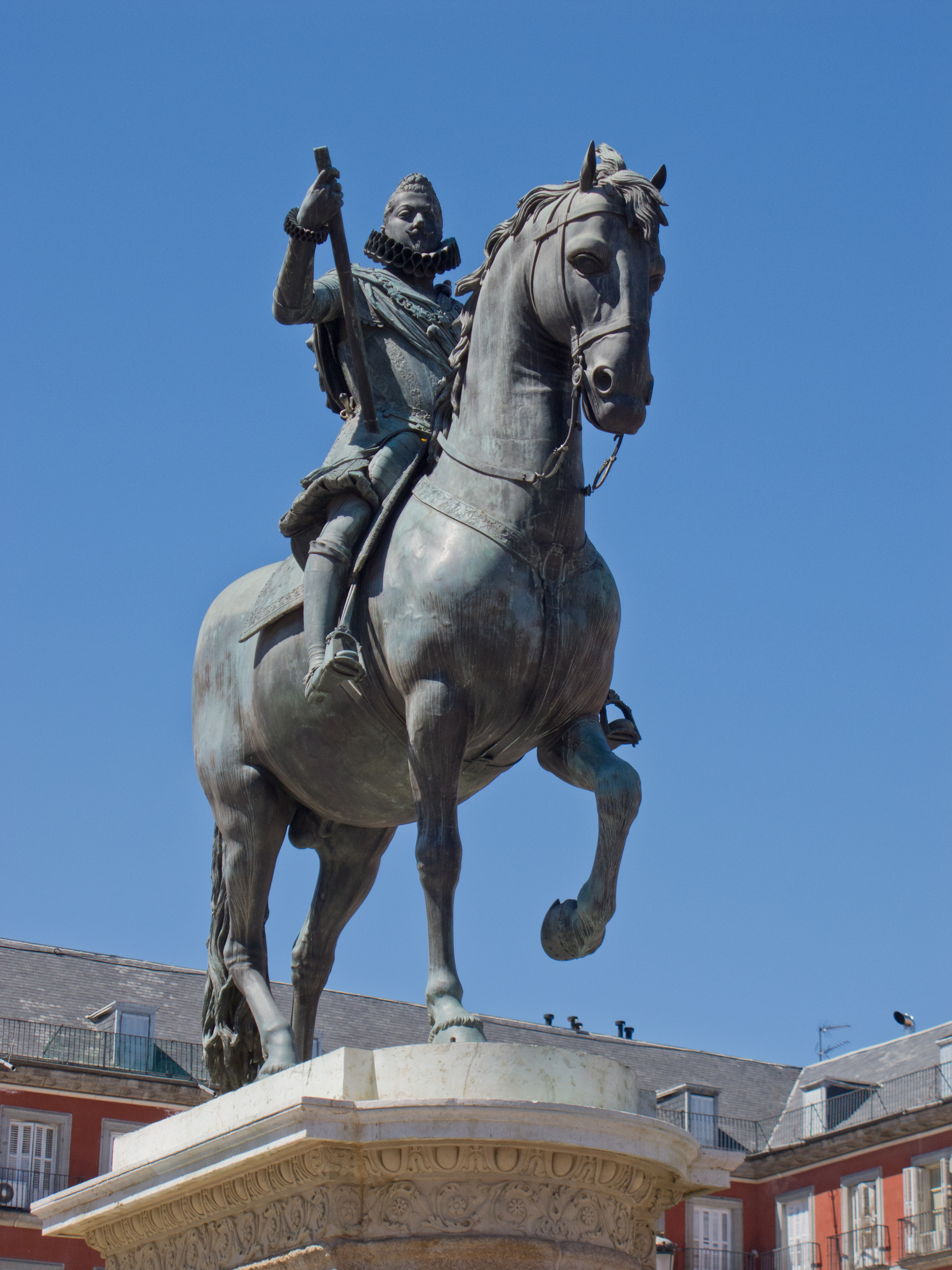
Estatua ecuestre de Felipe III (1616) en Madrid.

Los altos funcionarios, los burgueses y los labradores ricos acumulaban patrimonio como un primer paso hacia la hidalguía. Al haber tantos hidalgos se produjo una desvalorización de la simple hidalguía y solo se consideraba realmente nobles a los condes, duques, o marqueses. Para pasar de hidalgo o caballero a poseedor de uno de esos títulos era necesario ser "señor de vasallos". Por ello, tanto Carlos I como Felipe II habían vendido, con permiso de la Santa Sede, muchos pueblos de monasterios y órdenes militares para obtener dinero. Con Felipe III estas ventas se paralizaron, pero continuaron con Felipe IV, que esta vez se dedicó a vender pueblos realengos. Con los Austrias se constituyeron unos 200 señoríos, en gran parte para obtener un título castellano.

### Expulsión de los moriscos (1609 a 1610)
En 1609 se decretó la expulsión de los moriscos de España por los siguientes motivos:
- La actitud de cristianos poco convencidos, en un Estado defensor del catolicismo.
- Su posible alianza con los turcos y berberiscos que atacaban constantemente las costas de Levante.
- Su impopularidad entre la población.
- La necesidad del Estado de controlar sus riquezas y valores.

Entre 1609 y 1610 salieron de la península. Para esta operación fueron movilizados 30 000 soldados y la Armada fue la encargada de transportarlos hasta Túnez o Marruecos. Se expulsó a unos 300 000 moriscos aproximadamente.
Esta medida afectó considerablemente al Reino de Valencia, a las vegas de Aragón y a las huertas de Murcia. Disminuyeron considerablemente la mano de obra y los propietarios que pagasen rentas en esas zonas. Los cultivos de azúcar y arroz tuvieron que ser sustituidos por la morera, la viña y el trigo.

### Destitución del duque de Lerma (1618)
La corrupción y el enriquecimiento del duque de Lerma, y sus adherentes como el conde de Lemos y el marqués de Siete Iglesias, llegó a ser escandalosa. Su último éxito diplomático fue obtener la paz de Italia con Saboya y Venecia en la paz de Pavía (1617).
En marzo de 1618 Lerma fue nombrado cardenal de San Sixto, lo que le obligaba a renunciar a sus cargos de palacio. Aún retenía la ascendencia sobre el monarca, pero en la cuestión acerca de posición de la Monarquía ante la defenestración de Praga en mayo de 1618, se evidenció la vulnerabilidad del valido, imponiéndose la posición intervencionista de Baltasar de Zúñiga.
Los intentos de Lerma de influir en el príncipe Felipe, fueron abortados por el bando de su hijo, el duque de Uceda y el confesor real, fray Luis de Aliaga, en un episodio conocido como la revolución de las llaves. Uno de los que tomó parte contra Lerma fue el sacerdote jesuita Jerónimo de Florencia, que era confesor del rey Felipe y de la reina Margarita, predicador favorito del monarca y una persona con gran reconocimiento en la Corte. Semanas después, el 4 de octubre de 1618, el rey comunicó al duque de Lerma la pérdida del favor real.
El duque de Uceda y fray Luis Aliaga, que obtuvo el cargo de Inquisidor general, llevaron conjuntamente el gobierno de la Monarquía, el duque de Uceda de la ascendencia sobre el Monarca y Aliaga sobre el funcionamiento de los Consejos, sin embargo, su poder fue más reducido ya que el rey dedicó más interés en los asuntos de Estado.
La gestión de Uceda y Aliaga se caracterizó por la incapacidad para el gobierno y falta de ascendencia sobre el monarca. Y cuando Felipe III falleció, su hijo el nuevo rey Felipe IV dispuso los ceses del duque de Uceda y del gran inquisidor Aliaga.

## Política exterior

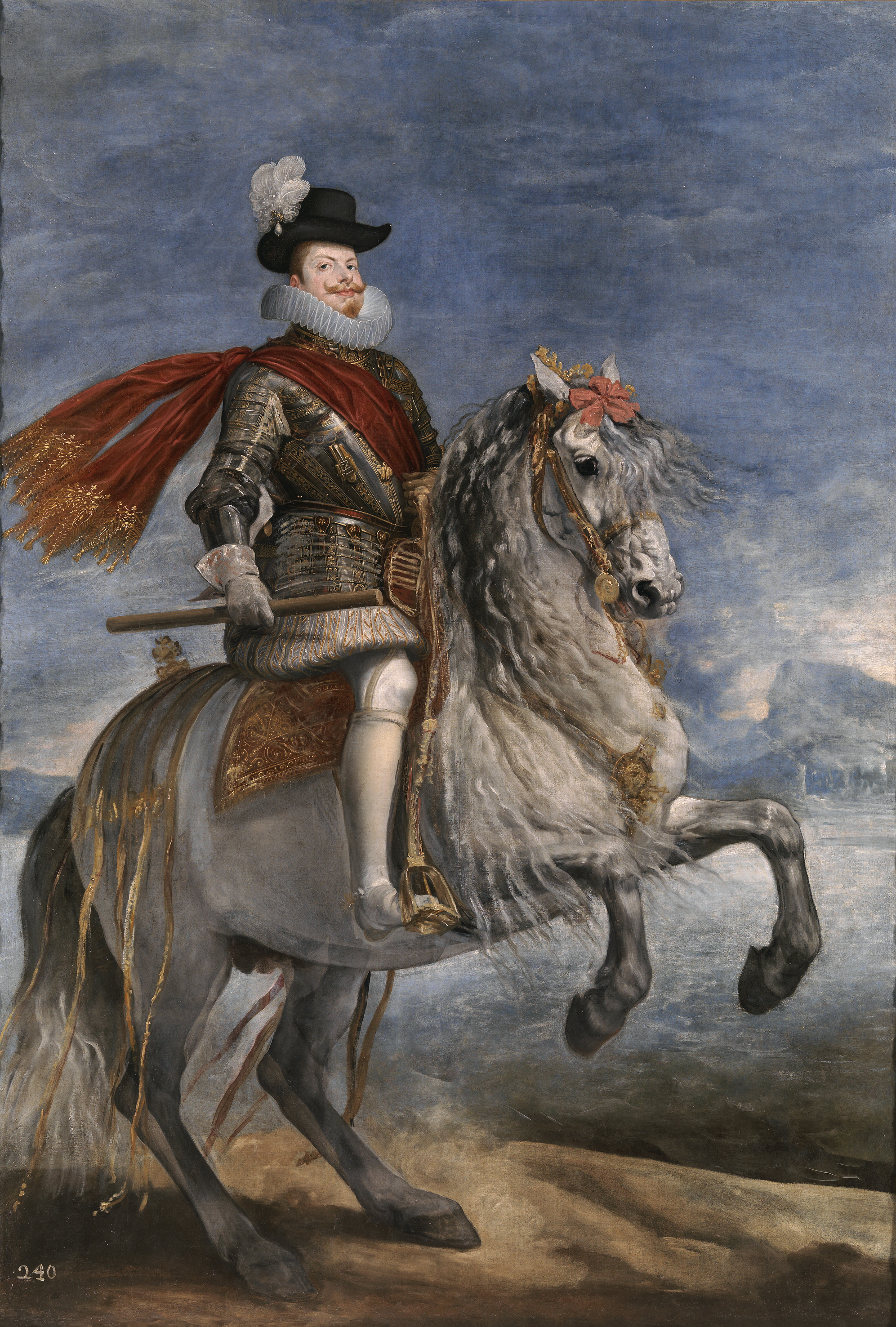
Felipe III, retrato ecuestre pintado por Diego Velázquez entre 1634 y 1635.

Si bien el reinado de Felipe III ha destacado por la "paz internacional", España tenía varios frentes abiertos: los turcos otomanos, la República de Venecia y el Ducado de Saboya. En Norteamérica, se profundizó en las conquistas españolas al norte de Florida.
En 1610 Muali Ech Cheich vende la ciudad de Larache a Felipe III como compensación por su ayuda en la guerra de sucesión al trono. España ocupará dicha ciudad de 1610 a 1689, con el objetivo de perseguir movimientos de corsarios y piratas en la zona. España también adquiriría La Mamora en 1614.

### Inglaterra
Cuando Felipe III llega al trono en 1598 continúa la guerra contra Inglaterra y se enviará una flota de 50 barcos al mando de Martín Padilla para atacar a las costas de la Inglaterra protestante, dado el éxito de expediciones como la de Cornualles de 1595, sin embargo la flota fue destruida totalmente por una tempestad, antes de llegar a las islas Azores. Además, en 1601 parte una expedición militar para ayudar a los católicos de Irlanda a independizarse de Inglaterra, dando lugar la batalla de Kinsale.
Con la llegada al trono de Jacobo I de Inglaterra, en 1603, España se ganó un importante aliado en sus intentos por lograr la paz. En agosto de 1604 se firmó la Paz de Londres, mediante la cual las relaciones comerciales y diplomáticas entre ambos países mejorarían. Jacobo intentaría casar a su hijo Carlos con la infanta María Ana de España. Esta idea tenía un fuerte apoyo de muchos ministros y diplomáticos dentro de Inglaterra, que pasaron a ser llamados "Partido Español". Pero en 1621, tras la muerte de Felipe III, le sucedió en el trono Felipe IV.
Carlos llegó a España en 1623 con el Duque de Buckingham en una expedición secreta para ganarse la mano de la princesa pero la misión fue un fracaso y además España exigió para el matrimonio la conversión de Carlos al catolicismo. A su regreso a Inglaterra Carlos y Buckingham pedirían a Jacobo que iniciara la guerra contra España, sin embargo no lo hizo. En 1625 murió Jacobo y le sucedió su hijo Carlos, iniciándose una nueva guerra anglo-española, enmarcada dentro de la Guerra de los 30 años.

### Países Bajos

Felipe III de España

Felipe II de España había legado estos territorios a su hija Isabel Clara Eugenia y a su marido, el archiduque Alberto, con la condición de que al morir sin herederos, estos volverían a formar parte de la Corona española. La igualdad de fuerzas entre las provincias rebeldes del norte -protestantes luteranos- y los territorios meridionales -aliados de España-, el agotamiento tras la guerra y los buenos oficios de los nuevos gobernantes condujeron a la firma en 1609 de la "Tregua de los Doce Años" con las Provincias Unidas. Esta supuso la independencia de facto para los neerlandeses y permitió el inicio de su expansión por las Indias Orientales y el Caribe. Tras los doce años, y en vista de la expansión neerlandesa y de la constante alianza de los neerlandeses con Inglaterra, España volverá a inmiscuirse duramente en combates en Países Bajos bajo el reinado de Felipe IV.

### Francia
Aunque el reinado de Felipe III con respecto a Enrique IV de Francia se inicia con una paz firmada de antemano con España, a Enrique lo matan en 1610 cuando está preparando una campaña contra España en Italia. Se produjo una época de inestabilidad en el reino francés. El hijo de Enrique IV, Luis XIII, tenía solo nueve años, por lo que el reino quedó a cargo de su madre, María de Médici, como Regente. María de Médici pidió ayuda a España en la lucha contra los hugonotes y para 1614 se decretaba la mayoría de edad de Luis XIII.
De este modo, la paz con Francia que Felipe II de España había concertado en sus últimos momentos (Vervins, 1598) quedó consolidada en 1615 mediante sendos matrimonios del rey francés, con una infanta española, Ana de Austria, y del príncipe heredero de España, el futuro Felipe IV, con Isabel de Borbón.

### Italia

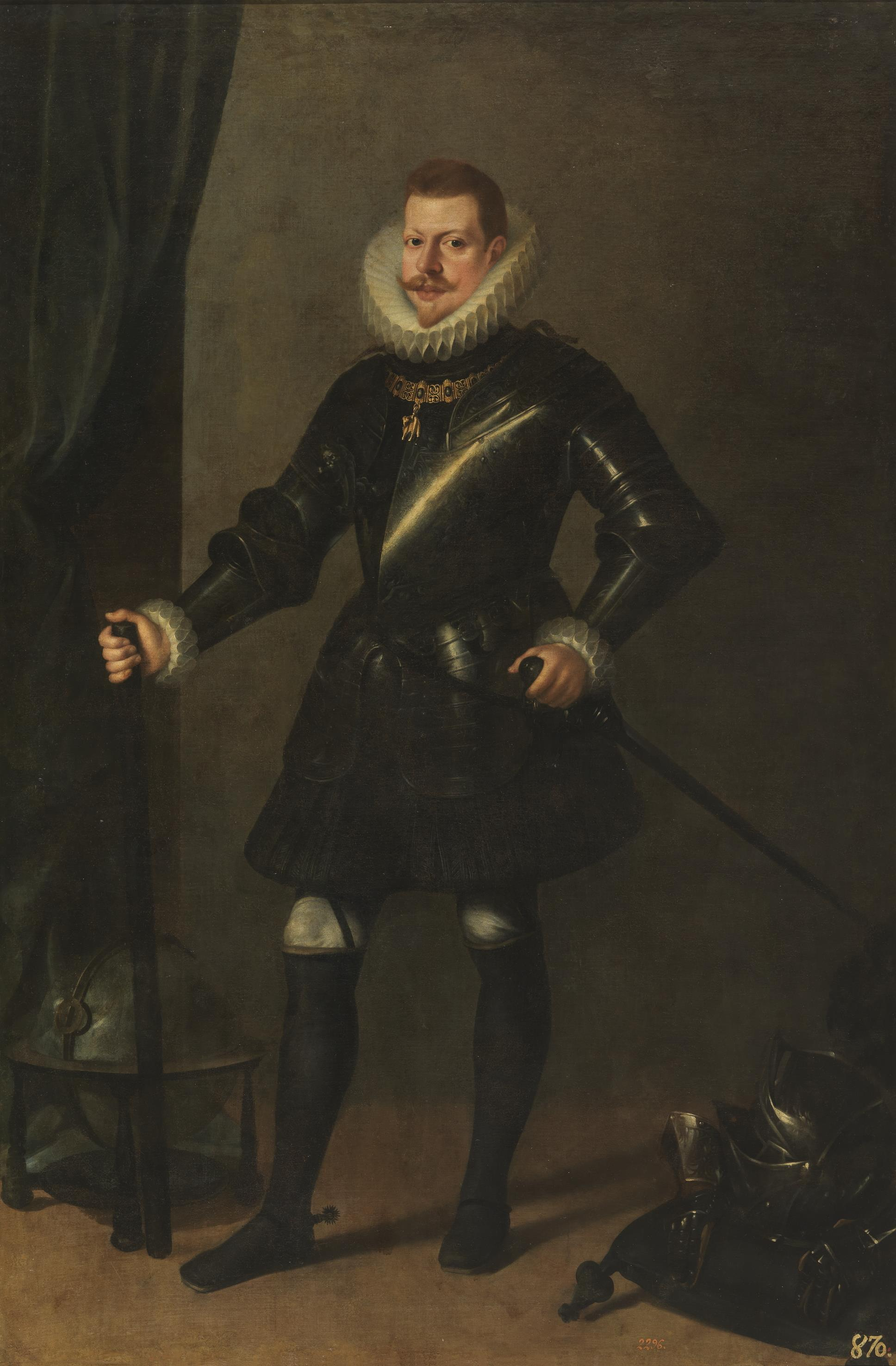
Felipe III. Retrato de 1617 por Pedro Antonio Vidal. Museo del Prado, Madrid

El duque de Osuna, virrey de Nápoles, y el marqués de Villafranca, gobernador en Milán, dirigieron la política de la Monarquía hispánica en Italia, que encontró la resistencia del ducado de Saboya y la república de Venecia. Para asegurar la conexión entre el Milanesado y los Países Bajos se abrió una nueva ruta a través de la Valtelina, en Suiza y en 1618 se produjo la conjuración de Venecia, en la que las autoridades emprendieron una persecución contra agentes pro-españoles.
En el Norte de Italia, aumentó sus posesiones del Milanesado con la anexión de Finale en 1602 y ocupación del Principado de Piombino en 1603 (consiguiendo la investidura imperial mediante el Tratado de Oñate) y, con una buena gestión política anuló los éxitos de Enrique IV sobre el duque de Saboya en el Tratado de Lyon de 1601. Además, se construyó un prestigioso fuerte en Cólico, el del Conde de Fuentes, que fue un continuador del Duque de Alba, a la entrada del Valle de Valtelina y se aseguró el paso de las tropas españolas por el Tirol al Imperio y a Flandes, con lo que prevenía el corte del tradicional camino entre Saboya y el Franco Condado.

### Guerra de los Treinta Años (1618 a 1648)
En esta guerra España apoya al emperador Fernando II de Habsburgo en contra de Federico V, el cual tiene el apoyo de Francia e Inglaterra. Esto ocurría en medio del enfrentamiento entre católicos y protestantes en Bohemia y Alemania. Este conflicto sería de una gran intensidad. Algunos han bautizado este evento como la verdadera I Guerra Mundial, anterior a la ocurrida en el siglo XX.

#### Intervención de Felipe III de España (1618 a 1621)
El emperador Fernando II de Habsburgo pidió ayuda a sus familiares españoles para hacer frente a la rebelión de los alemanes protestantes.
España, aliada de Austria y de Baviera (que encabezaba a los príncipes alemanes de la Liga Católica), se enfrentó a los protestantes bohemios apoyados por el Palatinado (que encabezaba a los príncipes alemanes de la Unión Protestante). Las tropas españolas mandadas por Ambrosio de Spínola en el Palatinado, y las de la Liga al mando del conde de Tilly - Johan Tzerelae - en Bohemia - vencieron en la batalla de la Montaña Blanca en 1620 contra los checos.

## El Siglo de Oro
A finales del reinado de Felipe II y durante el de Felipe III, nacen y se desarrollan las principales figuras artísticas del Siglo de Oro español en las dos ciudades más prósperas: Sevilla, Puerto de Indias, y Madrid, sede de la Corte.
El sevillano Mateo Alemán publica Guzmán de Alfarache, una novela picaresca de gran éxito internacional. En 1605 Miguel de Cervantes publica la primera parte de Don Quijote de la Mancha, que comenzó a redactar cuando estuvo preso en la Cárcel Real de Sevilla unos años antes. En 1615 Cervantes publicará la segunda parte. También en Sevilla, el pintor Diego Velázquez realizará sus primeras obras. Cervantes, consagrado como escritor y viviendo en Madrid, compartirá vecindario con el prestigioso escritor de obras de teatro Lope de Vega. También Luis de Góngora y Francisco de Quevedo escribieron durante esta etapa.

## Pax Hispánica
Pese a que muchos historiadores han querido ver en la famosa Pax Hispánica un gesto de hastío por la guerra y dificultad para reorganizar ataques por parte de la Monarquía, también se podría opinar que esta formaba parte de una gran estrategia que permitiría a España recuperar su fuerza militar y económica y apartar a sus adversarios de sus empresas militares. De hecho, tanto Felipe III como sus consejeros pretendían que la tregua durase solo hasta que España pudiese reanudar las luchas y derrotar así a sus enemigos.
Felipe III ha sido juzgado mucho más severamente de lo que lo han sido su hijo, Felipe IV, y el valido de este, Olivares, más favorablemente que Lerma, algo que resulta sorprendente si se comparan los resultados de sus respectivos gobiernos. Por tanto, cabe afirmar que bajo el reinado del tercer Felipe, España alcanzó su verdadero cénit.[cita requerida] Pues España alcanzó su máxima expansión territorial, y jugó un papel crucial tanto en la paz como en los conflictos bélicos de gran envergadura que se sucedieron.

## Familia

### Matrimonio e hijos
Felipe III y la reina Margarita de Austria-Estiria tuvieron ocho hijos:
1. Ana de Austria (22 de septiembre de 1601-20 de enero de 1666), reina consorte de Francia, esposa de Luis XIII.
2. María de Austria (1 de febrero de 1603-1 de marzo de 1603).
3. Felipe (8 de abril de 1605-17 de septiembre de 1665), futuro Felipe IV, casado en primeras nupcias con Isabel de Borbón, y en segundas nupcias con Mariana de Austria
4. María Ana de Austria (18 de agosto de 1606-13 de mayo de 1646), emperatriz del Sacro Imperio, esposa de Fernando III.
5. Carlos de Austria (15 de septiembre de 1607-30 de julio de 1632).
6. Fernando de Austria (16 de mayo de 1609-9 de noviembre de 1641), conocido como el Cardenal-Infante.
7. Margarita de Austria (24 de mayo de 1610-11 de marzo de 1617).[32]
8. Alonso de Austria (22 de septiembre de 1611 - 16 de septiembre de 1612)[17]

### Ancestros
| \| \| \| \| \| \| \| \| \| \| \| \| \| \| \| \| \| \| \| \| 16. Maximiliano I de Alemania \| \| \| \| \| \| \| \| \| \| \| \| \| \| \| \| \| \| \| \| \| \| \| \| \| \| \| \| \| \| \| \| \| \| \| \| \| \| \| \| \| \| \| \| \| \| \| \| \| \| \| \| \| \| 8. Felipe I de Castilla \| \| \| \| \| \| \| \| \| \| \| \| \| \| \| \| \| \| \| \| \| \| \| \| \| \| \| \| \| \| \| \| \| \| \| \| \| \| \| \| \| \| \| \| \| \| \| \| \| \| \| \| \| \| 17. María de Borgoña \| \| \| \| \| \| \| \| \| \| \| \| \| \| \| \| \| \| \| \| \| \| \| \| \| \| \| \| \| \| \| \| \| \| \| \| \| \| \| \| \| \| \| \| \| \| \| \| \| \| \| \| \| \| 4. Carlos I de España \| \| \| \| \| \| \| \| \| \| \| \| \| \| \| \| \| \| \| \| \| \| \| \| \| \| \| \| \| \| \| \| \| \| \| \| \| \| \| \| \| \| \| \| \| \| \| \| \| \| \| \| \| \| 18. Fernando II de Aragón \| \| \| \| \| \| \| \| \| \| \| \| \| \| \| \| \| \| \| \| \| \| \| \| \| \| \| \| \| \| \| \| \| \| \| \| \| \| \| \| \| \| \| \| \| \| \| \| \| \| \| \| \| \| 9. Juana I de Castilla \| \| \| \| \| \| \| \| \| \| \| \| \| \| \| \| \| \| \| \| \| \| \| \| \| \| \| \| \| \| \| \| \| \| \| \| \| \| \| \| \| \| \| \| \| \| \| \| \| \| \| \| \| \| 19. Isabel I de Castilla \| \| \| \| \| \| \| \| \| \| \| \| \| \| \| \| \| \| \| \| \| \| \| \| \| \| \| \| \| \| \| \| \| \| \| \| \| \| \| \| \| \| \| \| \| \| \| \| \| \| \| \| \| \| 2. Felipe II de España \| \| \| \| \| \| \| \| \| \| \| \| \| \| \| \| \| \| \| \| \| \| \| \| \| \| \| \| \| \| \| \| \| \| \| \| \| \| \| \| \| \| \| \| \| \| \| \| \| \| \| \| \| \| 20. Fernando de Portugal \| \| \| \| \| \| \| \| \| \| \| \| \| \| \| \| \| \| \| \| \| \| \| \| \| \| \| \| \| \| \| \| \| \| \| \| \| \| \| \| \| \| \| \| \| \| \| \| \| \| \| \| \| \| 10. Manuel I de Portugal \| \| \| \| \| \| \| \| \| \| \| \| \| \| \| \| \| \| \| \| \| \| \| \| \| \| \| \| \| \| \| \| \| \| \| \| \| \| \| \| \| \| \| \| \| \| \| \| \| \| \| \| \| \| 21. Beatriz de Portugal \| \| \| \| \| \| \| \| \| \| \| \| \| \| \| \| \| \| \| \| \| \| \| \| \| \| \| \| \| \| \| \| \| \| \| \| \| \| \| \| \| \| \| \| \| \| \| \| \| \| \| \| \| \| 5. Isabel de Portugal \| \| \| \| \| \| \| \| \| \| \| \| \| \| \| \| \| \| \| \| \| \| \| \| \| \| \| \| \| \| \| \| \| \| \| \| \| \| \| \| \| \| \| \| \| \| \| \| \| \| \| \| \| \| 22. Fernando II de Aragón (=18) \| \| \| \| \| \| \| \| \| \| \| \| \| \| \| \| \| \| \| \| \| \| \| \| \| \| \| \| \| \| \| \| \| \| \| \| \| \| \| \| \| \| \| \| \| \| \| \| \| \| \| \| \| \| 11. María de Aragón \| \| \| \| \| \| \| \| \| \| \| \| \| \| \| \| \| \| \| \| \| \| \| \| \| \| \| \| \| \| \| \| \| \| \| \| \| \| \| \| \| \| \| \| \| \| \| \| \| \| \| \| \| \| 23. Isabel I de Castilla (=19) \| \| \| \| \| \| \| \| \| \| \| \| \| \| \| \| \| \| \| \| \| \| \| \| \| \| \| \| \| \| \| \| \| \| \| \| \| \| \| \| \| \| \| \| \| \| \| \| \| \| \| \| \| \| 1. Felipe III de España \| \| \| \| \| \| \| \| \| \| \| \| \| \| \| \| \| \| \| \| \| \| \| \| \| \| \| \| \| \| \| \| \| \| \| \| \| \| \| \| \| \| \| \| \| \| \| \| \| \| \| \| \| \| 24. Felipe I de Castilla (=8) \| \| \| \| \| \| \| \| \| \| \| \| \| \| \| \| \| \| \| \| \| \| \| \| \| \| \| \| \| \| \| \| \| \| \| \| \| \| \| \| \| \| \| \| \| \| \| \| \| \| \| \| \| \| 12. Fernando I de Alemania \| \| \| \| \| \| \| \| \| \| \| \| \| \| \| \| \| \| \| \| \| \| \| \| \| \| \| \| \| \| \| \| \| \| \| \| \| \| \| \| \| \| \| \| \| \| \| \| \| \| \| \| \| \| 23. Juana I de Castilla (=9) \| \| \| \| \| \| \| \| \| \| \| \| \| \| \| \| \| \| \| \| \| \| \| \| \| \| \| \| \| \| \| \| \| \| \| \| \| \| \| \| \| \| \| \| \| \| \| \| \| \| \| \| \| \| 6. Maximiliano II de Alemania \| \| \| \| \| \| \| \| \| \| \| \| \| \| \| \| \| \| \| \| \| \| \| \| \| \| \| \| \| \| \| \| \| \| \| \| \| \| \| \| \| \| \| \| \| \| \| \| \| \| \| \| \| \| 26. Ladislao Jagellón de Bohemia y Hungría \| \| \| \| \| \| \| \| \| \| \| \| \| \| \| \| \| \| \| \| \| \| \| \| \| \| \| \| \| \| \| \| \| \| \| \| \| \| \| \| \| \| \| \| \| \| \| \| \| \| \| \| \| \| 13. Ana de Bohemia y Hungría \| \| \| \| \| \| \| \| \| \| \| \| \| \| \| \| \| \| \| \| \| \| \| \| \| \| \| \| \| \| \| \| \| \| \| \| \| \| \| \| \| \| \| \| \| \| \| \| \| \| \| \| \| \| 27. Ana de Foix-Candale \| \| \| \| \| \| \| \| \| \| \| \| \| \| \| \| \| \| \| \| \| \| \| \| \| \| \| \| \| \| \| \| \| \| \| \| \| \| \| \| \| \| \| \| \| \| \| \| \| \| \| \| \| \| 3. Ana de Austria \| \| \| \| \| \| \| \| \| \| \| \| \| \| \| \| \| \| \| \| \| \| \| \| \| \| \| \| \| \| \| \| \| \| \| \| \| \| \| \| \| \| \| \| \| \| \| \| \| \| \| \| \| \| 28. Felipe I de Castilla (=8) \| \| \| \| \| \| \| \| \| \| \| \| \| \| \| \| \| \| \| \| \| \| \| \| \| \| \| \| \| \| \| \| \| \| \| \| \| \| \| \| \| \| \| \| \| \| \| \| \| \| \| \| \| \| 14. Carlos I de España (=4) \| \| \| \| \| \| \| \| \| \| \| \| \| \| \| \| \| \| \| \| \| \| \| \| \| \| \| \| \| \| \| \| \| \| \| \| \| \| \| \| \| \| \| \| \| \| \| \| \| \| \| \| \| \| 29. Juana I de Castilla (=9) \| \| \| \| \| \| \| \| \| \| \| \| \| \| \| \| \| \| \| \| \| \| \| \| \| \| \| \| \| \| \| \| \| \| \| \| \| \| \| \| \| \| \| \| \| \| \| \| \| \| \| \| \| \| 7. María de Austria y Portugal \| \| \| \| \| \| \| \| \| \| \| \| \| \| \| \| \| \| \| \| \| \| \| \| \| \| \| \| \| \| \| \| \| \| \| \| \| \| \| \| \| \| \| \| \| \| \| \| \| \| \| \| \| \| 30. Manuel I de Portugal (=10) \| \| \| \| \| \| \| \| \| \| \| \| \| \| \| \| \| \| \| \| \| \| \| \| \| \| \| \| \| \| \| \| \| \| \| \| \| \| \| \| \| \| \| \| \| \| \| \| \| \| \| \| \| \| 15. Isabel de Portugal (=5) \| \| \| \| \| \| \| \| \| \| \| \| \| \| \| \| \| \| \| \| \| \| \| \| \| \| \| \| \| \| \| \| \| \| \| \| \| \| \| \| \| \| \| \| \| \| \| \| \| \| \| \| \| \| 31. María de Aragón (=11) \| \| \| \| \| \| \| \| \| \| \| \| \| \| \| \| \| \| \| \| \| \| \| \| \| \| \| \| \| \| \| \| \| \| \| \| \| \| \| \| \| \| \| \| \| \| \| \| \| \| \| \| |                                            |  |  |  |  |  |  |  |  |  |  |  |  |  |  |  |
| |                                            |  |  |  |  |  |  |  |  |  |  |  |  |  |  |  |
| | 16. Maximiliano I de Alemania              |  |  |  |  |  |  |  |  |  |  |  |  |  |  |  |
| |                                            |  |  |  |  |  |  |  |  |  |  |  |  |  |  |  |
| |                                            |  |  |  |  |  |  |  |  |  |  |  |  |  |  |  |
| | 8. Felipe I de Castilla                    |  |  |  |  |  |  |  |  |  |  |  |  |  |  |  |
| |                                            |  |  |  |  |  |  |  |  |  |  |  |  |  |  |  |
| |                                            |  |  |  |  |  |  |  |  |  |  |  |  |  |  |  |
| | 17. María de Borgoña                       |  |  |  |  |  |  |  |  |  |  |  |  |  |  |  |
| |                                            |  |  |  |  |  |  |  |  |  |  |  |  |  |  |  |
| |                                            |  |  |  |  |  |  |  |  |  |  |  |  |  |  |  |
| | 4. Carlos I de España                      |  |  |  |  |  |  |  |  |  |  |  |  |  |  |  |
| |                                            |  |  |  |  |  |  |  |  |  |  |  |  |  |  |  |
| |                                            |  |  |  |  |  |  |  |  |  |  |  |  |  |  |  |
| | 18. Fernando II de Aragón                  |  |  |  |  |  |  |  |  |  |  |  |  |  |  |  |
| |                                            |  |  |  |  |  |  |  |  |  |  |  |  |  |  |  |
| |                                            |  |  |  |  |  |  |  |  |  |  |  |  |  |  |  |
| | 9. Juana I de Castilla                     |  |  |  |  |  |  |  |  |  |  |  |  |  |  |  |
| |                                            |  |  |  |  |  |  |  |  |  |  |  |  |  |  |  |
| |                                            |  |  |  |  |  |  |  |  |  |  |  |  |  |  |  |
| | 19. Isabel I de Castilla                   |  |  |  |  |  |  |  |  |  |  |  |  |  |  |  |
| |                                            |  |  |  |  |  |  |  |  |  |  |  |  |  |  |  |
| |                                            |  |  |  |  |  |  |  |  |  |  |  |  |  |  |  |
| | 2. Felipe II de España                     |  |  |  |  |  |  |  |  |  |  |  |  |  |  |  |
| |                                            |  |  |  |  |  |  |  |  |  |  |  |  |  |  |  |
| |                                            |  |  |  |  |  |  |  |  |  |  |  |  |  |  |  |
| | 20. Fernando de Portugal                   |  |  |  |  |  |  |  |  |  |  |  |  |  |  |  |
| |                                            |  |  |  |  |  |  |  |  |  |  |  |  |  |  |  |
| |                                            |  |  |  |  |  |  |  |  |  |  |  |  |  |  |  |
| | 10. Manuel I de Portugal                   |  |  |  |  |  |  |  |  |  |  |  |  |  |  |  |
| |                                            |  |  |  |  |  |  |  |  |  |  |  |  |  |  |  |
| |                                            |  |  |  |  |  |  |  |  |  |  |  |  |  |  |  |
| | 21. Beatriz de Portugal                    |  |  |  |  |  |  |  |  |  |  |  |  |  |  |  |
| |                                            |  |  |  |  |  |  |  |  |  |  |  |  |  |  |  |
| |                                            |  |  |  |  |  |  |  |  |  |  |  |  |  |  |  |
| | 5. Isabel de Portugal                      |  |  |  |  |  |  |  |  |  |  |  |  |  |  |  |
| |                                            |  |  |  |  |  |  |  |  |  |  |  |  |  |  |  |
| |                                            |  |  |  |  |  |  |  |  |  |  |  |  |  |  |  |
| | 22. Fernando II de Aragón (=18)            |  |  |  |  |  |  |  |  |  |  |  |  |  |  |  |
| |                                            |  |  |  |  |  |  |  |  |  |  |  |  |  |  |  |
| |                                            |  |  |  |  |  |  |  |  |  |  |  |  |  |  |  |
| | 11. María de Aragón                        |  |  |  |  |  |  |  |  |  |  |  |  |  |  |  |
| |                                            |  |  |  |  |  |  |  |  |  |  |  |  |  |  |  |
| |                                            |  |  |  |  |  |  |  |  |  |  |  |  |  |  |  |
| | 23. Isabel I de Castilla (=19)             |  |  |  |  |  |  |  |  |  |  |  |  |  |  |  |
| |                                            |  |  |  |  |  |  |  |  |  |  |  |  |  |  |  |
| |                                            |  |  |  |  |  |  |  |  |  |  |  |  |  |  |  |
| | 1. Felipe III de España                    |  |  |  |  |  |  |  |  |  |  |  |  |  |  |  |
| |                                            |  |  |  |  |  |  |  |  |  |  |  |  |  |  |  |
| |                                            |  |  |  |  |  |  |  |  |  |  |  |  |  |  |  |
| | 24. Felipe I de Castilla (=8)              |  |  |  |  |  |  |  |  |  |  |  |  |  |  |  |
| |                                            |  |  |  |  |  |  |  |  |  |  |  |  |  |  |  |
| |                                            |  |  |  |  |  |  |  |  |  |  |  |  |  |  |  |
| | 12. Fernando I de Alemania                 |  |  |  |  |  |  |  |  |  |  |  |  |  |  |  |
| |                                            |  |  |  |  |  |  |  |  |  |  |  |  |  |  |  |
| |                                            |  |  |  |  |  |  |  |  |  |  |  |  |  |  |  |
| | 23. Juana I de Castilla (=9)               |  |  |  |  |  |  |  |  |  |  |  |  |  |  |  |
| |                                            |  |  |  |  |  |  |  |  |  |  |  |  |  |  |  |
| |                                            |  |  |  |  |  |  |  |  |  |  |  |  |  |  |  |
| | 6. Maximiliano II de Alemania              |  |  |  |  |  |  |  |  |  |  |  |  |  |  |  |
| |                                            |  |  |  |  |  |  |  |  |  |  |  |  |  |  |  |
| |                                            |  |  |  |  |  |  |  |  |  |  |  |  |  |  |  |
| | 26. Ladislao Jagellón de Bohemia y Hungría |  |  |  |  |  |  |  |  |  |  |  |  |  |  |  |
| |                                            |  |  |  |  |  |  |  |  |  |  |  |  |  |  |  |
| |                                            |  |  |  |  |  |  |  |  |  |  |  |  |  |  |  |
| | 13. Ana de Bohemia y Hungría               |  |  |  |  |  |  |  |  |  |  |  |  |  |  |  |
| |                                            |  |  |  |  |  |  |  |  |  |  |  |  |  |  |  |
| |                                            |  |  |  |  |  |  |  |  |  |  |  |  |  |  |  |
| | 27. Ana de Foix-Candale                    |  |  |  |  |  |  |  |  |  |  |  |  |  |  |  |
| |                                            |  |  |  |  |  |  |  |  |  |  |  |  |  |  |  |
| |                                            |  |  |  |  |  |  |  |  |  |  |  |  |  |  |  |
| | 3. Ana de Austria                          |  |  |  |  |  |  |  |  |  |  |  |  |  |  |  |
| |                                            |  |  |  |  |  |  |  |  |  |  |  |  |  |  |  |
| |                                            |  |  |  |  |  |  |  |  |  |  |  |  |  |  |  |
| | 28. Felipe I de Castilla (=8)              |  |  |  |  |  |  |  |  |  |  |  |  |  |  |  |
| |                                            |  |  |  |  |  |  |  |  |  |  |  |  |  |  |  |
| |                                            |  |  |  |  |  |  |  |  |  |  |  |  |  |  |  |
| | 14. Carlos I de España (=4)                |  |  |  |  |  |  |  |  |  |  |  |  |  |  |  |
| |                                            |  |  |  |  |  |  |  |  |  |  |  |  |  |  |  |
| |                                            |  |  |  |  |  |  |  |  |  |  |  |  |  |  |  |
| | 29. Juana I de Castilla (=9)               |  |  |  |  |  |  |  |  |  |  |  |  |  |  |  |
| |                                            |  |  |  |  |  |  |  |  |  |  |  |  |  |  |  |
| |                                            |  |  |  |  |  |  |  |  |  |  |  |  |  |  |  |
| | 7. María de Austria y Portugal             |  |  |  |  |  |  |  |  |  |  |  |  |  |  |  |
| |                                            |  |  |  |  |  |  |  |  |  |  |  |  |  |  |  |
| |                                            |  |  |  |  |  |  |  |  |  |  |  |  |  |  |  |
| | 30. Manuel I de Portugal (=10)             |  |  |  |  |  |  |  |  |  |  |  |  |  |  |  |
| |                                            |  |  |  |  |  |  |  |  |  |  |  |  |  |  |  |
| |                                            |  |  |  |  |  |  |  |  |  |  |  |  |  |  |  |
| | 15. Isabel de Portugal (=5)                |  |  |  |  |  |  |  |  |  |  |  |  |  |  |  |
| |                                            |  |  |  |  |  |  |  |  |  |  |  |  |  |  |  |
| |                                            |  |  |  |  |  |  |  |  |  |  |  |  |  |  |  |
| | 31. María de Aragón (=11)                  |  |  |  |  |  |  |  |  |  |  |  |  |  |  |  |
| |                                            |  |  |  |  |  |  |  |  |  |  |  |  |  |  |  |
| |                                            |  |  |  |  |  |  |  |  |  |  |  |  |  |  |  |

## Sucesión
| Predecesor: Diego de Austria | Príncipe de Asturias y Príncipe heredero de Portugal 1584-1598                                          | Sucesor: Felipe de Austria |
| Predecesor: Felipe II        | Rey de España, Portugal, Nápoles, Sicilia y Cerdeña Duque titular de Borgoña y duque de Milán 1598-1621 | Sucesor: Felipe IV         |